# Sabotages sur le réseau ferroviaire français en 2024
Dans la nuit du 25 au 26 juillet 2024 en France, des sabotages sur le réseau ferroviaire affectent de manière coordonnée trois lignes à grande vitesse de la société de chemins de fer nationale (SNCF). Un sabotage visant une quatrième ligne est déjoué. L'entreprise Eurostar est également touchée par les perturbations induites.

## Contexte
Des sabotages similaires avaient eu lieu en Allemagne en 2023 et en France sur la LGV Est en janvier 2023.
Une tentative d'attentat avait également eu lieu le 8 mai 2024 en France, lors de l'arrivée de la flamme olympique à Marseille. Quatre engins incendiaires avaient été retrouvés sur la LGV Méditerranée entre Aix-en-Provence et Marseille.
Les sabotages surviennent dans la nuit qui précède la cérémonie d'ouverture des Jeux olympiques d'été à Paris.

## Sabotages

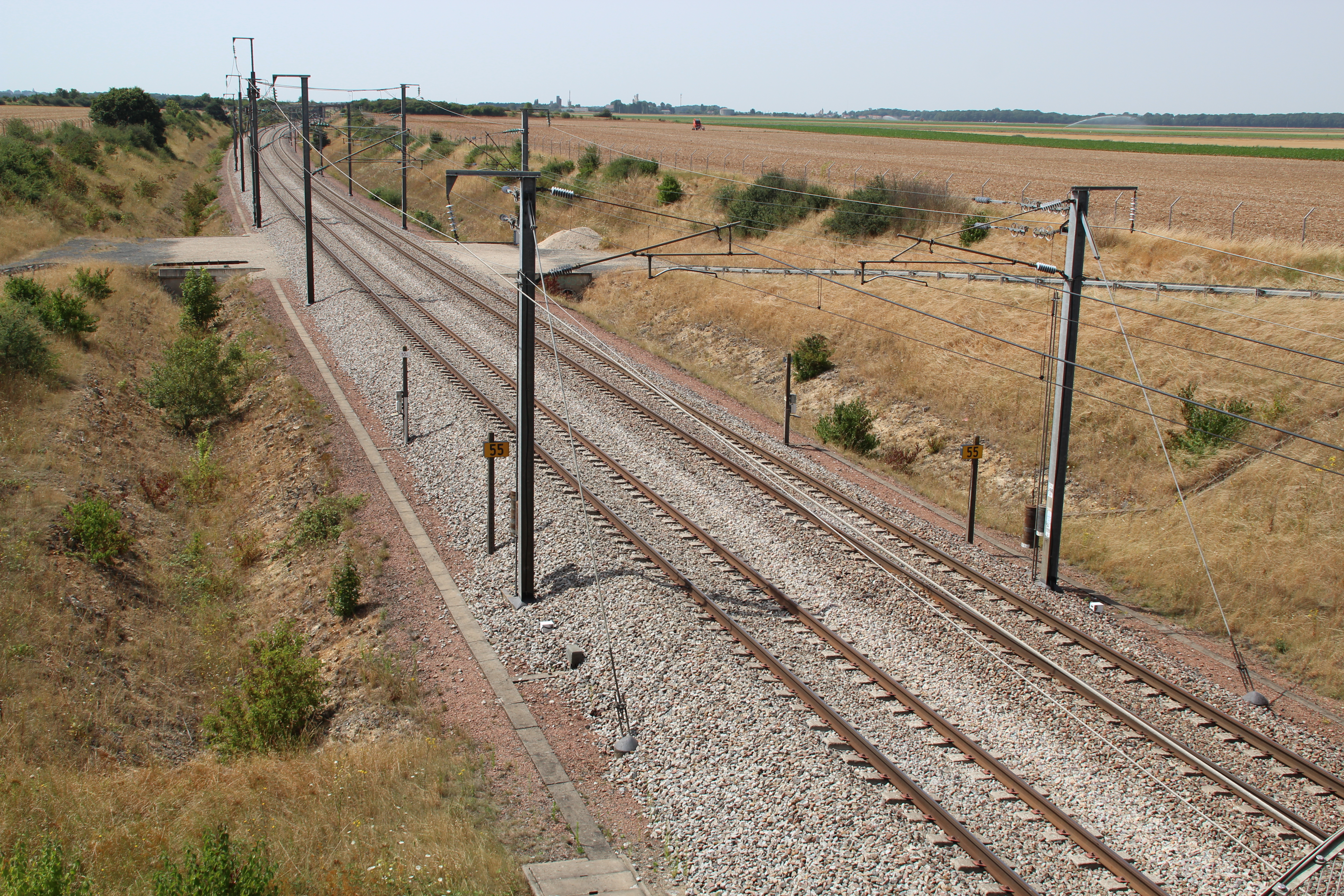
Une section de la ligne LGV Atlantique.

Selon la SNCF, « des incendies volontaires ont été déclenchés pour endommager nos installations », :
- LGV Atlantique, « acte de malveillance » à Arrou (commune voisine de Courtalain) ;
- LGV Est européenne, deux « actes de malveillance », entre la gare de Meuse TGV et Lamorville ainsi que dans les environs de Pagny-sur-Moselle ;
- LGV Nord, « acte de malveillance » à Croisilles (dans le secteur d'Arras).
- LGV Sud-Est , « acte de malveillance » à Vergigny déjoué par des cheminots qui ont mis en fuite « plusieurs individus »[5],[6]. La gendarmerie a retrouvé des engins incendiaires et plusieurs camionnettes abandonnées sur place[6].

Les cinq dégradations des installations ont lieu le vendredi 26 juillet entre 1 heure et 5 h 30,.
Selon la SNCF, les incendies volontaires ont eu lieu « dans les postes de signalisation des lignes LGV impactées », et/ou « dans des canalisations où passent beaucoup de câbles qui servent à la signalisation dans les postes », à proximité de bifurcations des lignes à grande vitesse. Pour rétablir la situation, « les câbles de chaque armoire électrique sont remplacés et testés un par un ».

## Conséquences

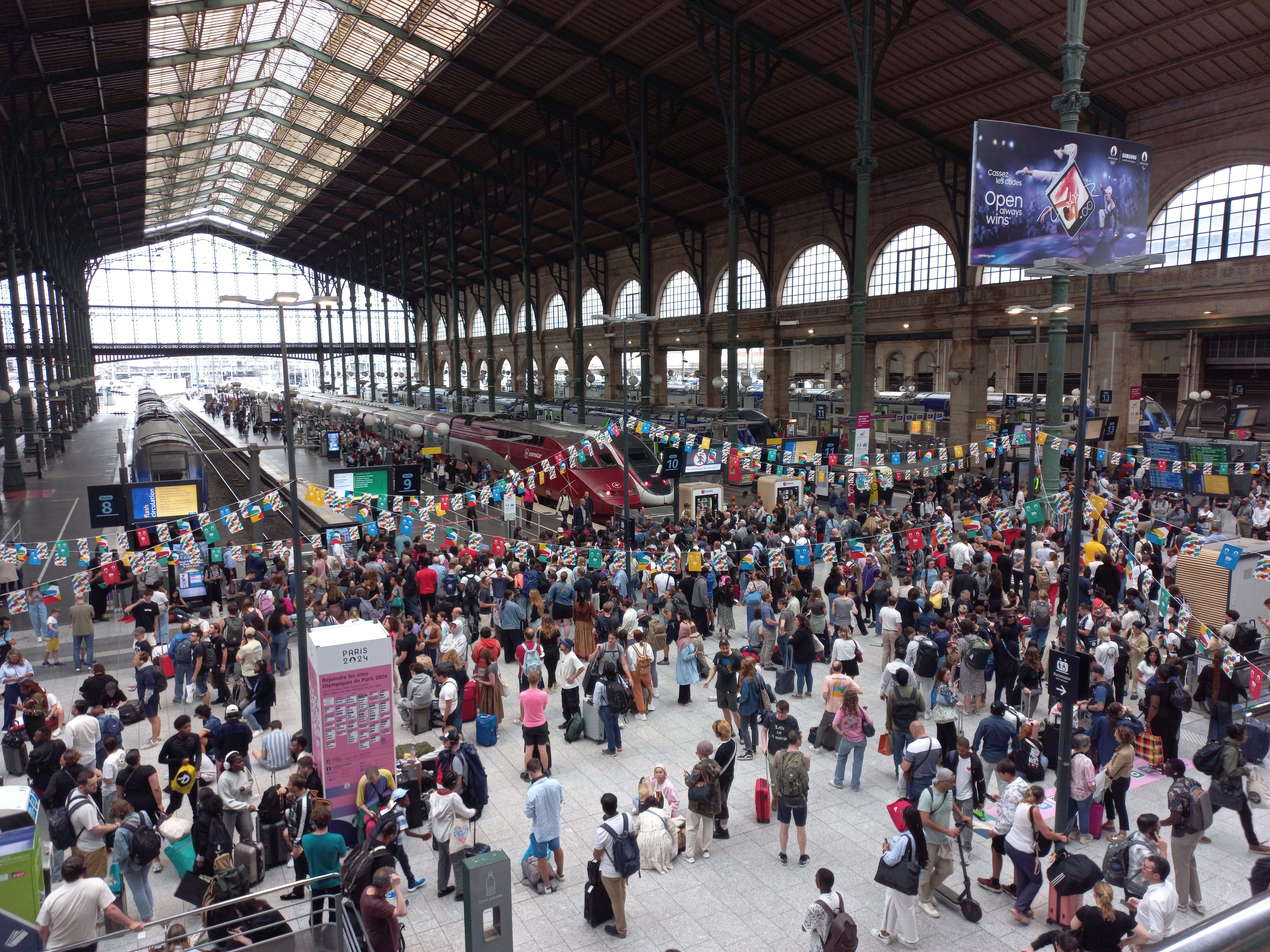
En gare de Paris-Nord, la foule des voyageurs retardés par le sabotage de la LGV Nord.

Trois lignes à grande vitesse sont touchées :
- LGV Atlantique : les deux-tiers des trains ne circulent pas ;
- LGV Est européenne : retards d'environ une heure trente, mais tous les trains circulent (reprise normale de la circulation prévue le samedi 27 juillet) ;
- LGV Nord : retards d'environ une heure et quelques trains supprimés (reprise normale de la circulation prévue le lundi 29 juillet).

L'entreprise Eurostar est contrainte d'annuler le quart de ses trains du 26 au 28 juillet. Les autres sont détournés par la ligne classique et circulent à vitesse réduite, ce qui prolonge le trajet d'environ une heure et demie.
Plus de 800 000 voyageurs sont concernés par ces perturbations au cours du week-end, dont 250 000 le vendredi 26 juillet.

## Enquête
Le principal service de renseignement intérieur français, la direction générale de la Sécurité intérieure (DGSI), annonce enquêter pour trouver les coupables.
Une enquête a été ouverte par le parquet de Paris, pour détérioration de bien de nature à porter atteinte aux intérêts fondamentaux de la Nation, atteintes à un système de traitement automatisé de données en bande organisée et association de malfaiteurs.
Au lendemain des sabotages, plusieurs médias français et étrangers reçoivent un courriel qui les justifie, critique les Jeux olympiques et laisse entendre que les auteurs seraient d'extrême-gauche. Néanmoins, l'authenticité de cette revendication ne peut être prouvée,. Les enquêteurs français demandent de l'aide au FBI pour identifier la source de ce courriel, envoyé depuis un service basé à Seattle.
Le 28 juillet, un militant d’ultragauche est arrêté sur un site ferroviaire à Oissel en Seine-Maritime. Les gendarmes découvrent dans son véhicule des pinces coupantes, un jeu de clés universelles et des clés d’accès à des locaux techniques de la SNCF.

## Réactions
À Paris, le chancellier allemand Olaf Scholz a déclaré à la presse que ces sabotages étaient « absolument condamnables » et qu'en ce qui concerne les Jeux olympiques, « perturber une telle fête de la paix par des actes de violence ne peut jamais être accepté et exige le rejet le plus ferme ».

Plusieurs syndicats de cheminots français ont également condamné les sabotages, parlant de « coup porté au service public SNCF ».